# مهدي هادوي
مهدي هادوي من مواليد طهران في سنة 1961 عرف بتفوقه في الدراسة منذ بدايات مسيرته الأكاديمية في اختصاص الرياضيات والفيزياء، وتجاوز بامتياز مناظرة الدخول الی اختصاص الهندسة الكهربائية والتقنية. يتقن التخاطب باللغتين العربية والإنجليزية ومتمكن الی حد بعيد من اللغتين الفرنسية والألمانية.
بموازاة ذلك بدأ دراسته الحوزوية في العلوم الدينية بشكل رسمي في سنة 1980 وحافظ علی تفوقه العلمي المعهود في ارتقاء سلم الدرجات العلمية، حظي بشرف المشاركة في دروس الحكمة الاٍلهية للفيلسوف آية الله جوادي آملي، وبالإضافة الی تبحره النظري في العلوم الشرعية فقد كان له اهتمام بتهذيب النفس من خلال ارتباطه الوثيق مع اكابر الاخلاق والسير والسلوك وخاصة العارف آية الله بهاء الديني.
مجالات دراسته الشرعية هي الفقه وأصوله والتفسير وعلوم الحديث والمنطق والفلسفة وعلم الكلام وجملة من العلوم الحديثة مثل فلسفة العلم وفلسفة الفن وعلم الاقتصاد.

## نشاطه
هادوي بدأ بتدريس المراحل العليا في الحوزة العلمية منذ سنة 1990 كما أن له حضور فاعل في المؤسسات الجامعية فهو عضو لجنة مناقشة نصوص العلوم الإنسانية في وزارة التعليم العالي وعميد اختصاص الحقوق والفقه داخلها بالإضافة الی كونه عضو اللجنة العلمية لشعبة فلسفة العلم في الجامعة الصناعية.
تجدر الإشارة اٍلی ان هادوي من مؤسسي الهيئة العالمية للقادة الدينيين في العالم (بالإنجليزية: world council of religious leaders (WCRL)‏

## مؤلفاته
له العديد من المؤلفات من أهمها:
- تاريخ علم الأصول
- الولاية والدين
- النظام الاقتصادي في الإسلام
- مباني علم الكلام الجديد
- مجموعة دروس في القضاء
- مجموعة دروس في الحقوق

بالإضافة للعديد من المقالات العلمية من أهمها:
- التنوير الفكري والاجتهاد
- تحديات القرن الواحد والعشرين
- اهداف الاقتصاد الإسلامي
- دراسة في منهجية الاقتصاد الإسلامي
- الثورة الإسلامية والعولمة
- مسيرة التحولات العالمية